# Grinling Gibbons

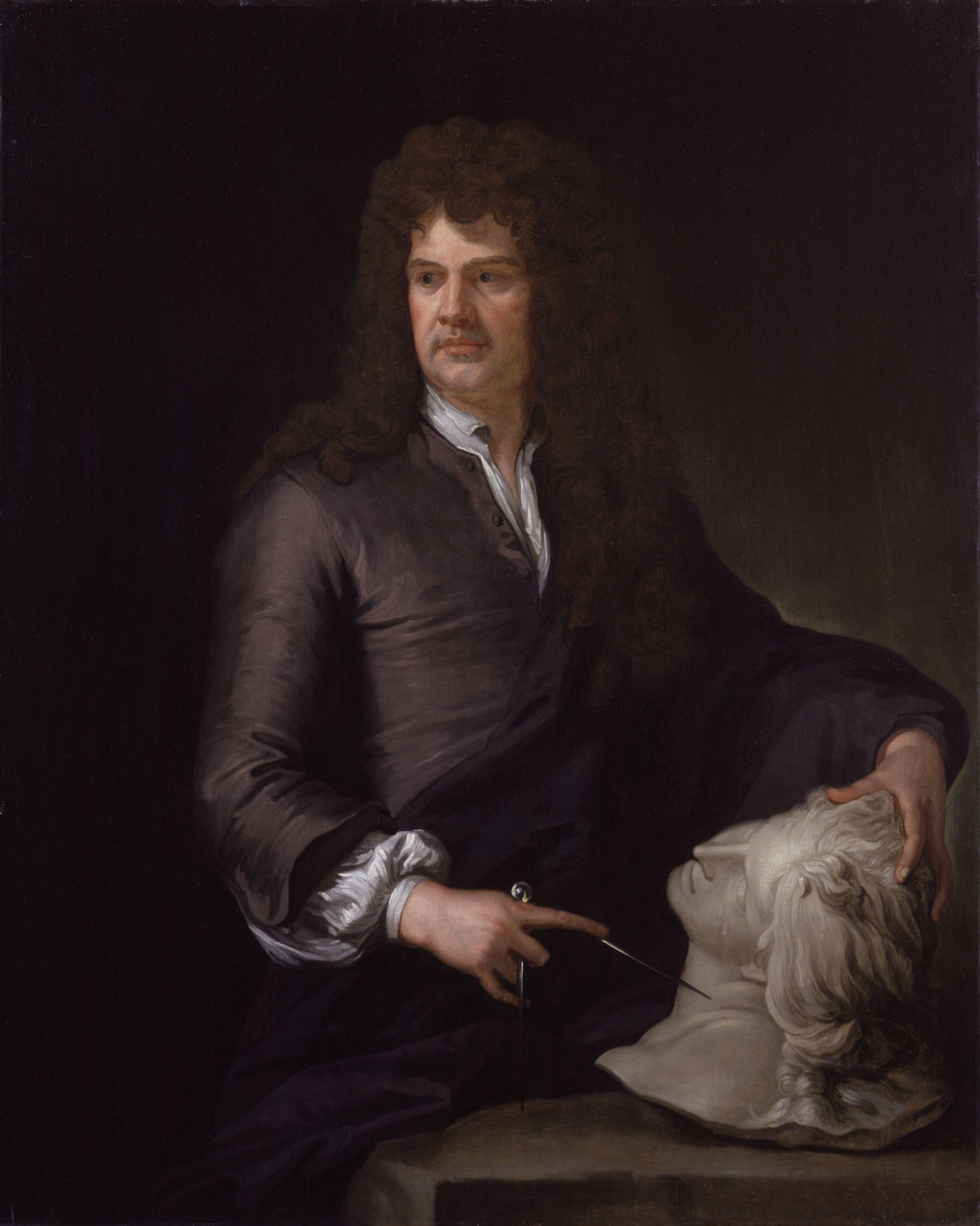
Schilderij van Grinling Gibbons door Godfrey Kneller, circa 1690, thans in de Hermitage.

Grinling Gibbons (Rotterdam, 4 april 1648 - Londen, 3 augustus 1721) wordt beschouwd als een van de meest begaafde en invloedrijke houtsnijders en beeldhouwers in de geschiedenis van het Verenigd Koninkrijk. Zijn werk vormt een klasse apart in de barok. Over zijn jeugd en eerste opleiding is weinig bekend. Ook over zijn verdere leven zijn de bronnen niet altijd eenduidig. Wel staat vast dat zijn meesterschap de kunst van het houtsnijden naar een hoger niveau tilde, en dat hij een aantal technieken in Engeland introduceerde die hij had geleerd op het Europese continent, want hij werd geboren in Rotterdam.
De schrijver Horace Walpole omschreef de gave van Grinling Gibbons in 1793 als volgt:
There is no instance of a man before Gibbons who gave wood the loose and airy lightness of flowers, and chained together the various productions of the elements with the free disorder natural to each species.
Er is geen voorbeeld van een man voor Gibbons die aan hout de losse en luchtige lichtheid van bloemen meegaf, en de diverse vormelijkheden van de elementen samenketende met de vrije wanorde die iedere soort eigen is.
Ook schreef hij dat een vaas bloemen die Gibbons bij wijze van reclame beeldhouwde, zo delicaat was gemaakt dat de bloemen trilden als er een koets langsreed.

## In Nederland
Gibbons werd in 1648 geboren uit Engelse ouders in Rotterdam in Nederland. Zijn vader was er waarschijnlijk koopman in laken, hoewel ook mogelijk is dat hij Samuel Gibbons was die werkte voor Inigo Jones. De ongewone voornaam van Grinling zou zijn afgeleid van een achternaam in de familie van zijn moeder. Waarschijnlijk in 1667, toen hij ongeveer 19 jaar oud was, stak hij over naar Engeland.
In 1648 begon ook de bouw van een nieuw stadhuis op de Dam in Amsterdam onder leiding van Jacob van Campen. De bouw van dit grootste niet-kerkelijke bouwwerk in Europa zou tot 1665 duren. Het is mogelijk dat Gibbons als gezel aan dit ambitieuze project heeft meegewerkt. Vanaf 1650 was de vervaardiging van beeldhouwwerken voor de aankleding van het gebouw de verantwoordelijkheid van Artus Quellinus I (1609-1668) uit Antwerpen, die zijn kunst had geleerd van François Duquesnoy in Rome. Hij was de leermeester van zijn neef Artus Quellinus II (of de Jonge) (1625-1700) en mogelijk is ook Gibbons bij hem in de leer geweest, want Gibbons vormde later gedurende enige tijd een partnerschap met Artus Quellinus III (1653-1686), de zoon van Artus Quellinus de Jonge. Als Artus Quellin de Oude zijn meester is geweest, hetgeen niet zeker is, heeft Gibbons mogelijk een bescheiden steentje bijgedragen aan de bouw van het Paleis op de Dam.

## In Engeland

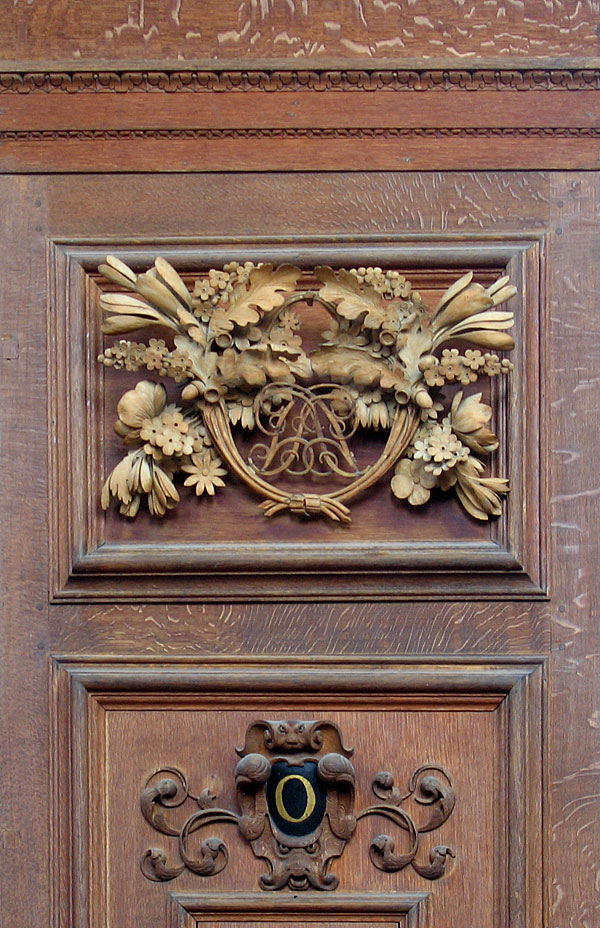
Snijwerk in lindenhout op een boekenkast in de Wren Library van Trinity College, Cambridge.

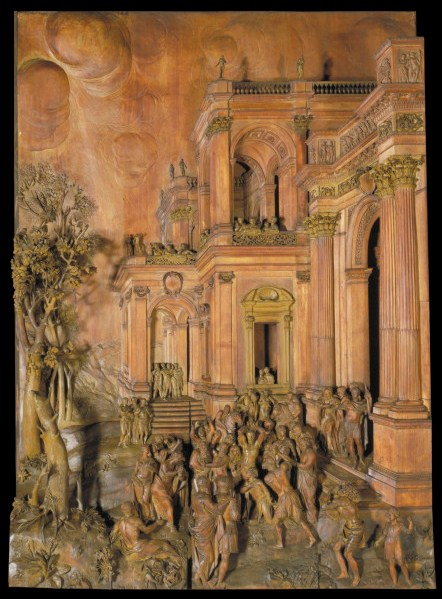
Stoning of St Stephen, ca.1680, Victoria and Albert Museum.

In Engeland ondervond Gibbons minder concurrentie voor zijn talent. Er werd veel gebouwd, met name in Londen, dat herstellende was van de Grote brand van 1666. Hij werkte eerst in York, maar was verhuisd naar Deptford, ten zuiden van Londen, toen hij in 1671 werd ontdekt door de gerenommeerde dagboekschrijver John Evelyn (1620-1706). Gibbons huurde een cottage op zijn landgoed Sayes Court. Op 18 januari 1671 beschreef hij deze ontmoeting "in an Obscure place" in "a poore solitary thatched house, in a field in our parish, neere Sayes Court" tot in detail:

I saw the young man at his carving, by the light of a candle. I saw him to be engaged on a carved representation of Tintoretto's "Crucifixion", which he had in a frame of his own making.
Ik zag de jongeman bezig met zijn snijwerk, bij het licht van een kaars. Ik zag hem ijverig werken aan een gesneden voorstelling van de Kruisiging van Tintoretto, die hij in een zelfgemaakt frame had.

### King's Carver
Naar eigen zeggen was het Evelyn die Gibbons voorstelde aan koning Karel II van Engeland en diens architect Christopher Wren. Hetzelfde crucifix zou nu in de eetzaal in Windsor Castle hangen.
In 1672 verhuisde Gibbons naar Ludgate Hill en werd hij toegelaten tot de Drapers' Company, een van de 107 Livery Companies in de City of London, ontstaan als gilde voor de lakenindustrie.
In 1680 stond hij bekend als de "King's Carver", en zijn werk was te zien in St Paul's Cathedral en Windsor Palace.
Medio jaren '70 verschoof het accent in het werk van Gibbons van traditionele religieuze kunst naar meer wereldlijke voorstellingen. In die tijd leverde hij de decoraties voor twee landhuizen in Hertfordshire, Holme Lacy (thans een hotel) en Cassiobury House (gesloopt in 1927). De opdrachtgever van Cassiobury Park was Arthur Capell II, 1e graaf van Essex, die hem als patron of the arts van opdrachten voorzag. Na een bezoek aan het huis prees John Evelyn op 16 april 1680 de "faire and good rooms and excellent carvings by Grinling Gibbons, especially the chimney piece of the library", de fraaie en fatsoenlijke kamers en uitstekende snijwerken door Grinling Gibbons, in het bijzonder de schoorsteenmantel in de bibliotheek. Wat er nog resteert van deze betimmeringen en panelen is verspreid geraakt over verschillende huizen in het land.
Rond 1685 had Gibbons een bloeiend bedrijf met een werkplaats in Covent Garden. Hij was een gevestigde leverancier van decoratief snijwerk en beeldhouwwerk, niet alleen in hout maar ook in marmer en andere steensoorten. Voor het werken met steen en met metalen zoals koper en messing werden ook vaak mensen van buiten ingehuurd. Gibbons specialiseerde in hout, met snijwerk op meubels, vensterbanken en wandbetimmeringen, en met name lijsten van spiegels. Op donkergebeitste panelen van eiken, noten of olijfhout bracht hij bloemen, fruit en vogels in veel lichter lindenhout of perenhout tot leven.
In All Hallows-by-the-Tower, de oudste kerk van Londen, staat een doopvont met een houten overkapping die Gibbons 1682 zou hebben gemaakt. Velen beschouwen dit kunstwerk als een van Londens beste beelden in snijwerk. Deze kerk, niet ver van Pudding Lane, doorstond de Grote brand omdat men de omringende huizen had afgebroken voor een brandgang. Gibbons kon ook inspiratie putten uit de drie grote heiligenbeelden in de kerk die dateren uit de 15e of 16e eeuw.
In 1682 kwam Artus Quellinus III naar Londen om onder Gibbons te werken; hij overleed echter in 1686. Ook de beroemde beeldhouwer Peter van Dievoet uit Brussel heeft gewerkt in Gibbons' werkplaats, maar keerde naar Brussel terug na de revolutie van 1688. Van hem is een bronzen beeld uit 1686 van Jacobus II op Trafalgar Square. In opdracht van George I verzorgde de latere hofmeubelmaker Gerrit Jensen (1680-1715) het interieur van Kensington Palace in samenwerking met Gibbons en anderen.
Voor St Paul's Cathedral beeldhouwde Gibbons de orgelkast, een groot en overweldigend koorgestoelte en de troon van de bisschop. Ook kreeg hij opdrachten uit Petworth House en Blenheim Palace en van de universiteiten van Oxford en Cambridge. In Chatsworth House wordt een halsdoek bewaard die Gibbons uit een enkel stuk linden sneed.

### Society of the Virtuosi of St Luke
In 1689 zou Gibbons met negen of elf anderen de Society of the Virtuosi of St Luke hebben opgericht, een gezelschap van kunstenaars en heren uit de gegoede en professionele burgerij die wekelijks bijeen kwamen in een taveerne om over goede smaak en recht te converseren. Dit kan worden gezien als de oudste georganiseerde vereniging van artiesten in Groot-Brittannië, de leden waren actief betrokken bij de eerste pogingen een academische structuur voor de kunsten te creëren in Londen. Andere Virtuosi van het eerste uur waren waarschijnlijk de schilders Henry Cook en Michael Dahl en schrijver Richard Graham. Nieuwe leden in de eerste jaren waren onder meer architect Christopher Wren junior (1675-1747), chirurg William Cowper en bankier Robert Child. Kandidaten konden slechts worden voorgedragen door bestaande leden en de club bleef tot ver in de 18e eeuw bestaan als een exclusief gezelschap. Het lidmaatschap was met vijf guineas per jaar ook zeer fors. Hiervan bekostigden zij bijvoorbeeld jaarlijks op 18 oktober het feest van Sint Lucas.

### William and Mary
Koning Willem III gaf Gibbons de opdracht om zijn State Apartments te decoreren, en was dermate onder de indruk van het resultaat dat hij in 1693 aan Gibbons de speciale titel "Master Carver" schonk.
Nicholas Hawksmoor ontwierp de orangerie in de tuin van Kensington Palace in 1695. De gedecoreerde panelen zijn van Gibbons.
Sir Christopher Wren renoveerde de koninklijke vertrekken van Hampton Court voor William en Mary. Sinds 1699 hangen in de King's Guard Chamber bijna 3000 zwaarden, bajonetten, musketten en pistolen in een opstelling met houtsnijwerk van Gibbons.
Nadat William en Mary kinderloos waren gestorven, viel de troon in 1702 toe aan haar zuster Anne Stuart. De stijl van Queen Anne legde de nadruk meer op elegantie dan de uitbundige barok, waardoor de afzetmarkt voor de specialiteit van Gibbons inzakte. Zijn werkplaats wijdde zich in sommige latere periodes uitsluitend nog aan stenen beelden.
Zo schiep hij bijvoorbeeld een marmeren monument voor admiraal George Churchill (†1710) nabij diens laatste rustplaats in Westminster Abbey.

## Nalatenschap
Op persoonlijk gebied heerste voorspoed.
In 1678 werd de eerste van zijn twaalf kinderen gedoopt. Zijn vrouw Elizabeth (achternaam onbekend) overleed in 1719.
Gibbons, een Quaker, overleed in 1721. Hij werd begraven in St Paul's Church in Covent Garden.
In Clyde Street in Deptford is de Grinling Gibbons Primary School naar de kunstenaar vernoemd, niet ver van de oorspronkelijke locatie van Sayes Court. In de St Nicholas' Church in Deptford Green, waar ook Christopher Marlowe ligt begraven, is het snijwerk van The Valley of the Dry Bones te bezichtigen. Het is maar een klein eikenhouten paneel, maar wordt geprezen om zijn vele details.
In de familie kent men thans een ononderbroken lijn van dertien generaties houtsnijders. De laatste telg heeft een werkplaats met een klein museum in Ironbridge in Shropshire. Hij gebruikt nog steeds het merkteken dat zijn illustere voorvader op vrijwel al zijn profane werk achterliet, de vijfbladige Tudorroos.